# طحالب بحرية
الطحالب البحرية (الاسم العلمي:Marista) هي دون شعبة من الأحياء تتبع شعبة الطحالب الداكنة من مملكة الأسناخ الصبغية.

## التصنيف
- الطحالب البحرية
  - الطائفة الذهبقانية
    - رتبة الذهبقيات
      - الفصيلة الذهبقية
        - جنس الذهبقاء
        - جنس الأربوغاء
        - جنس الذهصناء
        - جنس الجيروداء
        - جنس الذهويراء
        - جنس القطبعاء